# 뉴오토포스트
뉴오토포스트(Newautopost)는 2023년 5월 서비스를 시작한 대한민국의 자동차 전문 언론사이다. 이름에서 알 수 있다시피 2018년 창간된 자동차 언론사, 오토포스트의 뒤를 잇는 매체이기도 하다

## 개요
뉴오토포스트는 자동차 업계의 다양한 소식을 제공하는 언론사로 국내외 신차 소식부터 시승기, 시장 동향, 업계 이슈 분석, 기타 자동차 관련 칼럼 등 전문적인 자동차 소식과 정보를 전달하는 자동차 전문 매체이다.